# Jan Gruszczyński (rolnik)
Jan Gruszczyński (ur. 19 listopada 1925 w Wiśniowej, zm. 30 listopada 2009) – polski rolnik, milicjant, poseł na Sejm PRL VI kadencji.

## Życiorys
Urodził się w rolniczej rodzinie Władysława i Wiktorii Gruszczyńskich. Uzyskał wykształcenie podstawowe. 
Podczas okupacji niemieckiej walczył w Batalionach Chłopskich. 
W latach 1944–1947 odbywał służbę wojskową, a po demobilizacji pracował w Gromadzkiej Radzie Narodowej. W latach 1944–1953 był pracownikiem organów Milicji Obywatelskiej i WUBP w Rzeszowie i Krośnie. Uzyskał stopień starszego sierżanta. Przejął gospodarstwo rolne po rodzicach. Pełnił funkcję przewodniczącego Gminnej Rady Narodowej w Wiśniowej. Organizował tamtejsze kółko rolnicze, w którym w 1962 objął funkcję prezesa. W 1972 uzyskał mandat posła VI kadencji Sejmu PRL w okręgu 63 Krosno z ramienia Zjednoczonego Stronnictwa Ludowego. Zasiadał w Komisji Leśnictwa i Przemysłu Drzewnego.
Miał żonę Helenę (ur. 5 lipca 1924, zm. 23 marca 2007).

## Ordery i odznaczenia
- Krzyż Partyzancki
- Srebrny Krzyż Zasługi
- Brązowy Krzyż Zasługi
- Medal „Zasłużonym na Polu Chwały”
- Odznaka Grunwaldzka
- Odznaka „Zasłużony dla Województwa Rzeszowskiego”